# Suruç
Suruç ([ˈsuɾut͡ʃ]; syrisch ܣܪܘܓ Sĕrûḡ, kurdisch Pirsûs) ist eine Stadtgemeinde in der türkischen Provinz Şanlıurfa in Südostanatolien, deren Gebiet sich mit dem des gleichnamigen İlçe (Landkreis) deckt. Die Gemeinde gehört zur Şanlıurfa Büyükşehir Belediyesi (Großstadtgemeinde/Metropolprovinz) und bildet eine von deren Stadtteilsgemeinden.
Suruç ist eine mehrheitlich von Kurden besiedelte Stadt im Südwesten der Provinz und grenzt gegenüber der Stadt Kobanê an Syrien.
In der Antike hieß die Stadt Batnai (lateinisch Batnae) und war der Hauptort der Landschaft Anthemusia (vgl. Amm. Marc. 14, 3, 3: Batnae municipium in Anthemusia conditum Macedonum manu priscorum, ab Euphrate flumine brevi spatio disparatur). Im Jahre 115 machte sich Trajan den Ort gewaltsam untertan, da der lokale Dynast Sporakes die Unterwerfung verweigerte (Cass. Dio 68, 23, 2; Eutr. 8, 3, 1; Fest. 20, 2). Von dem antiken Bistum in der Stadt leitet sich das heutige römisch-katholische Titularbistum Batnae her.
Durch die Schlacht um Kobanê erlangte der im Landkreis gelegene Grenzort Mürşitpınar internationale Bekanntheit.
Am 20. Juli 2015 kam es zu einem Anschlag mit 34 Toten und mehr als 100 Verletzten. Das türkische Innenministerium machte den Islamischen Staat dafür verantwortlich. Die deutsche Punkband Feine Sahne Fischfilet thematisiert und verarbeitet dieses Ereignis in ihrem nach der Stadt benannten Song. Teile der Band waren während des Anschlags in der Stadt.
Im September 2016 wurde der amtierende Bürgermeister Orhan Şansal per Dekret wegen mutmaßlicher Unterstützung einer terroristischen Organisation durch einen Staatsbeamten ersetzt. Şansal tauchte daraufhin ab und floh über Bulgarien nach Deutschland, um dort Asyl zu beantragen.

## Verwaltung
Der Kreis Suruç bestand Ende 2012 aus der Kreisstadt (6.963 Einwohner) und der Gemeinde Aligör (4867 Einwohner, Name bis 210: Onbirnisan). Des Weiteren gehörten noch 85 Dörfer (Köy) mit insgesamt 39.521 Einwohnern zum Kreis. Im Zuge der Verwaltungsreform 2014 wurden die Gemeinde und die Dörfer in Mahalles (Stadtviertel) überführt, so dass deren Zahl von 10 auf 93 stieg. Gegenwärtig (2021) gibt es 95 Mahalles mit durchschnittlich 1.084 Bewohnern, Aydın ist mit 9.531 das  bevölkerungsreichste.
Die im Stadtsiegel abgebildete Jahreszahl 1891 dürfte auf das Jahr der Erhebung zur Gemeinde (Belediye/Belde) hinweisen.